# قطعنامه ۱۴۳۲ شورای امنیت
قطعنامه ۱۴۳۲ شورای امنیت سازمان ملل متحد که در تاریخ ۱۵ اوت ۲۰۰۲ تصویب شد، سندی بین‌المللی دربارهٔ بررسی وضعیت در آنگولا است. این قطعنامه طی نشست ۴۶۰۳ام با ۱۵ رای موافق، ۰ مخالف و ۰ ممتنع تصویب شد.